# Torre e Palazzi Natta
La Torre e i Palazzi Natta sono alcuni edifici di origine medievale della città di Asti appartenenti in antichità alla nobile famiglia  Natta.

Alcuni edifici sono situati in via Natta nel Rione Cattedrale, altri sono prospicienti Piazza Statuto nel Rione San Secondo.

## In via Natta

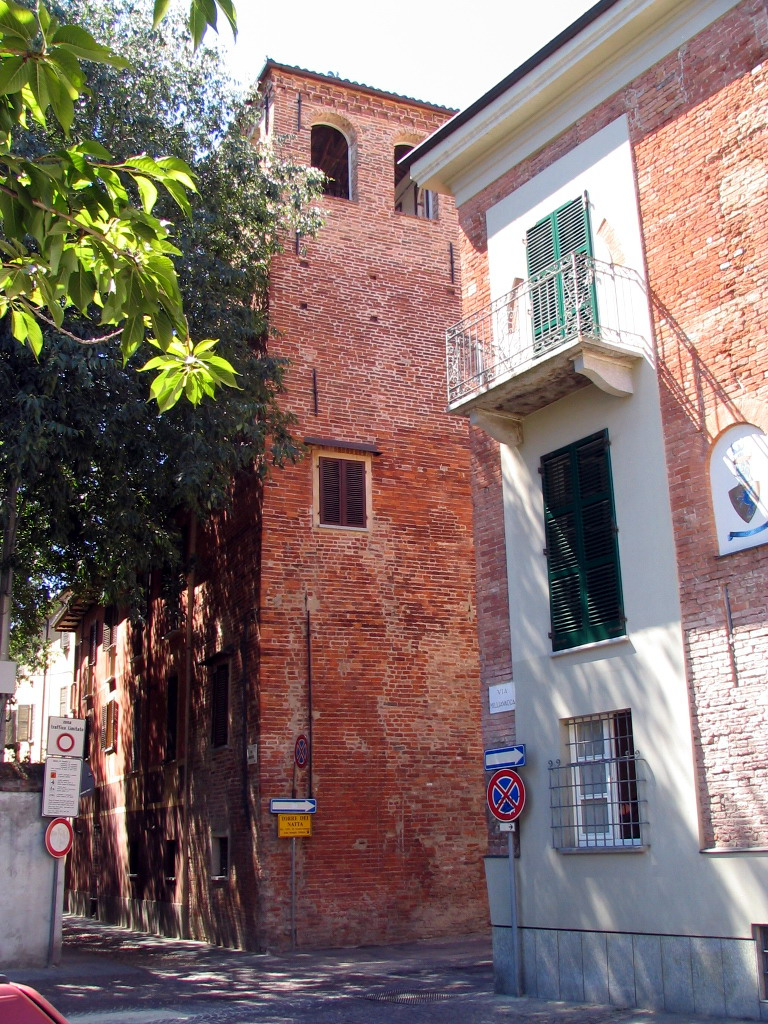
Torre dei Natta

In via Natta, all'angolo con via Milliavacca, nel Rione Cattedrale sorge una torre che con il vicino palazzo formava una casa-forte molto ben munita e solida. Gian Luigi Bera afferma che nel periodo comunale, la famiglia Natta era assente dalla città, e la zona era denominata "Contrada Montisorioli"o "Retro Dom", fittamente colonizzata dalle famiglie Pelletta e Scarampi. È probabile che i Natta ne siano diventati proprietari in un secondo tempo, forse intorno al XVII secolo.
Il portone principale del Palazzo (quello in via Natta), è attualmente un rifacimento rinascimentale, mentre il portone su via Milliavacca, si è conservato in stile gotico, sormontato da un arco, a conci e mattoni bianco/rosso alternati secondo l'uso medievale astigiano. La facciata del Palazzo, verso la metà dell'Ottocento è stata decorata a trompe-l'œil.
La Torre, appartiene al primo periodo, costruita probabilmente nell'XI secolo, ha pianta quadrata con circa 5 metri di lato, a canna liscia e chiusa, coronata da una caratteristica doppia fascia di fregi a gocce. In origine la torre era molto più alta, ma venne poi mozzata come molte altre in città. Lo stile della torre è gotico ma le due finestre in cima non sono contemporanee del resto della costruzione in quanto sono state aperte forse nel XIX secolo.

## In piazza Statuto

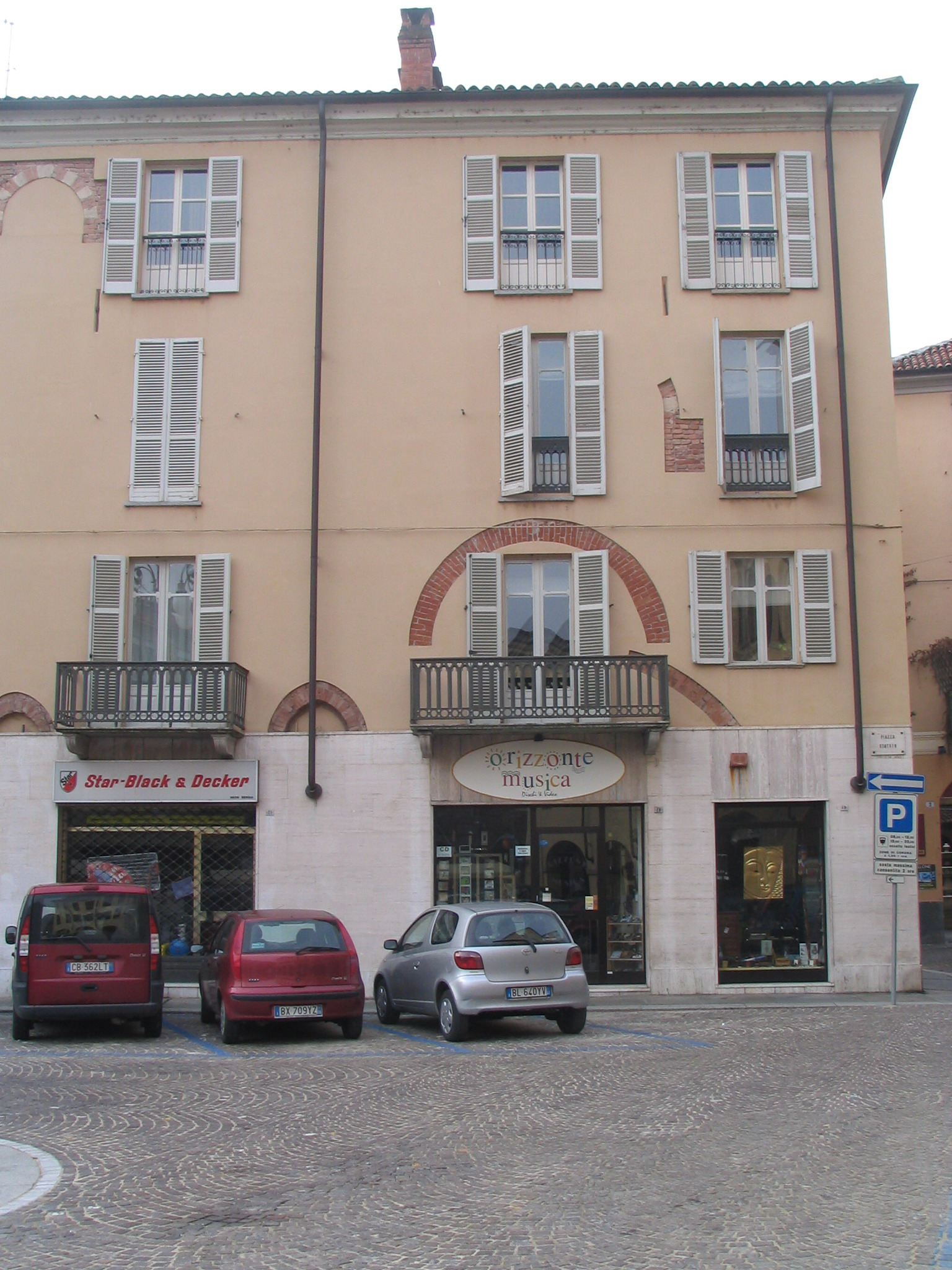
Palazzo dei Natta in Piazza Statuto

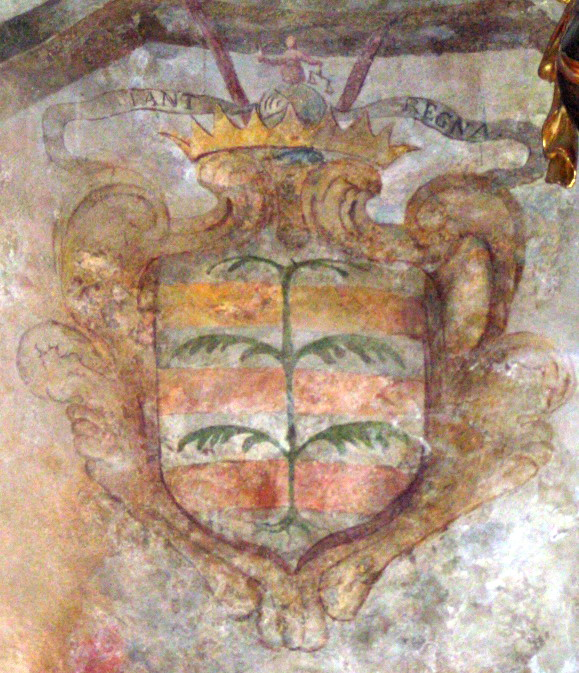
Stemma dei Natta

Il più antico agglomerato abitativo della famiglia Natta, è situato nell'area di Piazza Statuto (l'antica Piazza dei Porci), nel Rione San Secondo. Alcune carte del XV secolo, già citano la presenza della nobile famiglia in questa zona per la presenza di tre edifici, tutti contigui, collocati all'inizio di via Q.Sella, che per questo motivo nel Seicento era denominata contrada delli signori Natta. Di queste costruzioni, il palazzo prospiciente Piazza Statuto mostra ancora oggi le tracce del suo passato medioevale data la sua forma massiccia. Era munito inoltre di importanti opere di difesa. Per circa 200 anni ospitò le Carceri Regie finché non vennero spostate in via Testa.

## I Natta
Secondo gli autori della "Genealogia et Relatione della Famiglia Natta (1710)", il ceppo dei Natta risalirebbe addirittura a Numa Pompilio, secondo re dei romani. Il Crollalanza parla di una loro presenza in Asti già nell'XI secolo . Serafino Grassi , affonda le radici della famiglia nella città di Alessandria, citando un Oberto Natta che nel 1190 fu consigliere della città.
I Natta ebbero feudi a Burio (Costigliole d'Asti), Castelnuovo Calcea, Cerro Tanaro, Colcavagno, Isola d'Asti, Tonco, Viarigi e palazzi a Moncalvo e Nizza Monferrato. Enrietto Natta ( morto nel 1485) fu sicuramente la personalità di spicco della famiglia, alla sua morte il suo patrimonio era uno dei più cospicui del Monferrato. Non a caso la vastità delle sue terre tra San Marzanotto e Montemarzo ha valso al territorio il toponimo di "Valle Natta", tutt'oggi presente.
Enrietto con i suoi quattordici figli, ripartì il casato in quattro grandi rami famigliari:
- la linea di Asti con Tommaso
- la linea del Cerro con Giorgio
- la linea di Alfiano Natta con Giangiacomo
- La linea di Isola d'Asti con Secondo